# La leyenda del tambor
La leyenda del tambor es una película española dirigida por Jorge Grau en 1982. Se trata de un remake de El tambor del Bruch (1948).
Una coproducción española mexicana de las productoras Conacite Uno y Nuevo Cine (Ahora Producciones Samarán).

## Sinopsis
A principios del siglo XIX las tropas de Napoleón dominan en gran parte Europa, comenzando a adentrarse en España gracias a la debilidad de la Monarquía reinante. 
La proclamación de un bando napoleónico, en el que se insultaba al rey español Fernando VII, produce un altercado en Manresa, en el que muere un oficial francés.
Desde Barcelona envían un gran contingente de tropas, al mando del general Schwartz, para dar un escarmiento en los pueblos de la comarca.
Mientras tanto, los aldeanos han organizado el Somatén y se disponen a recibir a las tropas francesas en el sinuoso y difícil Paso del Bruc.
Las tropas francesas, sorprendidas sufren una gran derrota. La primera derrota de Napoleón. Y a ella contribuye la confusión creada entre los franceses por el sonido de unos tambores que parecen anunciar la llegada de un ejército completo y que no es más que el eco de las montañas de Montserrat, que repiten el sonido de un tambor tocado por un joven, apenas un niño, que hoy se ha convertido en leyenda.
El desconcierto es aprovechado por los aldeanos catalanes, que terminan haciendo huir al más poderoso ejército del mundo.

## Producción
El filme se rodó en escenarios naturales de Montjuic y se hizo con la colaboración del ejército.